# Área de conservación regional Codo del Pozuzo
El Área de conservación regional Codo de Pozuzo es un área protegida en el Perú. Se encuentra en la región Huánuco.
Fue creado el 24 de julio de 2021, mediante Decreto Supremo N° 014-2021-MINAM. Tiene una extensión de 10,453.45 hectáreas.